# Yingheyi Shuiku
Yingheyi Shuiku är en reservoar i Kina. Den ligger i provinsen Hubei, i den centrala delen av landet, omkring 210 kilometer nordväst om provinshuvudstaden Wuhan. Yingheyi Shuiku ligger 130 meter över havet. Arean är 4,4 kvadratkilometer. I omgivningarna runt Yingheyi Shuiku växer huvudsakligen savannskog. Den sträcker sig 5,5 kilometer i nord-sydlig riktning, och 3,5 kilometer i öst-västlig riktning.
Genomsnittlig årsnederbörd är 1 050 millimeter. Den regnigaste månaden är augusti, med i genomsnitt 179 mm nederbörd, och den torraste är december, med 19 mm nederbörd.